# جمعية الشبان المسلمين (فلسطين)
جمعية الشبان المسلمين في فلسطين مؤسسة فلسطينية خيرية، اجتماعية، ثقافية، رياضية، كشفية، غير ربحية، تاسست عام 1985 في مدينة الخليل. والجمعية عضو في اتحاد الجمعيات الخيرية، ومعظم الاتحادات الرياضية الفلسطينية وتطبق منهاج التربية والتعليم في مدارسها إلى جانب انها توفر كل الإمكانات المتاحة لخدمة العملية التعليمية ابتداء من المباني المدرسية النموذجية وانتهاء بالمختبرات العلمية والفنية الحديثة والساحات والملاعب الرياضية والمواصلات والانشطة اللاصفية.
جمعية خيرية تعمل في مجالات متعددة أبرزها العمل الاجتماعي والرياضي والتربوي والكشفي والثقافي والعلمي.
توجد للجمعية هيئة عامة تقوم بانتخاب الهيئة الإدارة للجمعية كل عامين وقد أجريت آخر انتخابات للجمعية بتاريخ 22/2/2008م، ومن الجدير بالذكر ان عدد أعضاء الهيئة الإدارية المنتخبة سبعة أعضاء.
تقوم الهيئة الإدارية على رعاية الجمعية وقد أخذت على عاتقها مواصلة عملية البناء والتطوير لمسيرة الجمعية استكمالاً لعمل الهيئات الإدارية السابقة.
تحوى الجمعية العديد من المرافق منها أربعة رياض أطفال ومدرستين إحداها للذكور وأخرى للإناث ودار الفرقان لتحفيظ القرآن الكريم ولجان متعددة أبرزها نشاطاً اللجنة الاجتماعية والنسائية والثقافية والفنية. حيث يوجد لكل لجنة مهامها وأهدافها الخاصة التي تسعى لتحقيقها.

## المقر
تقع الجمعية في الخليل في جنوبي الضفة الغربية، تحديداً في شارع عين سارة.

## روابط خارجية
- بوابة جمعية الشبان المسلمين - الخليل